# Trichomyia cauga
Trichomyia cauga är en tvåvingeart som beskrevs av Freddy Bravo 1999. Trichomyia cauga ingår i släktet Trichomyia och familjen fjärilsmyggor. Inga underarter finns listade i Catalogue of Life.